# Richard Jewell
Richard Jewell är en amerikansk dramafilm, baserat på bombattentatet i Centennial Olympic Park, från 2019. Filmen är regisserad av Clint Eastwood, med manus skrivet av Billy Ray. 
Filmen hade premiär i Sverige den 28 februari 2020, utgiven av Warner Bros.

## Handling
Filmen som är baserad på en verklig händelse och handlar om säkerhetsvakten Richard Jewell. Jewell hittar under 1996 års OS i Atlanta en suspekt ryggsäck på parkeringen utanför OS-arenan. Ryggsäcken visar sig innehålla en bomb. Till en början hyllas Jewell som hjälte för att ha avvärjt ett terrordåd, men snart hålls han felaktigt som ansvarig för att själv placerat ut bomben.

## Rollista (i urval)
- Paul Walter Hauser – Richard Jewell
- Sam Rockwell – Watson Bryant
- Kathy Bates – Barbara "Bobi" Jewell
- Jon Hamm – FBI agenten Tom Shaw
- Olivia Wilde – Kathy Scruggs
- Nina Arianda – Nadya
- Ian Gomez – FBI agenten Dan Bennet
- Dylan Kussman – FBI Special Agent Bruce Hughes
- Mike Pniewski – Brandon Hamm
- Eric Mendenhall – Eric Rudolph